# McKesson Corporation
McKesson Corporation é uma empresa do setor de saúde americana.Em 2011, no ranking da Fortune das maiores empresas do mundo ela ocupava a 15 posição. Em 2022, a empresa figurou no top 10 do mesmo ranking, ocupando a nona posição.
A McKesson é baseada nos Estados Unidos e distribui suprimentos e sistemas médicos e produtos farmacêuticos. Adicionalmente a McKesson provê uma extensiva rede de infraestrutura para o setor de Saúde e também é um dos precursores do uso do código de barras, robôs e etiquetas RFID na distribuição farmacêutica.
Originalmente fundada na cidade de Nova York como Olcott & McKesson pelos sócios Charles Olcott e John McKesson no ano de 1833, o negócio começou como uma importadora e atacadista de remédios botânicos. Um terceiro sócio, Daniel Robbins juntou-se a empresa e quando Olcott morreu em 1853, a empresa foi rebatizada McKesson & Robbins.
Desde a metade do século 20, a McKesson tem derivado uma crescente proporção da sua receita proveniente de tecnologia médica, ao invés de remédios. Nos últimos anos a empresa adquiriu diversas firmas de tecnologia médica, inclusive a HBO & Company (HBOC) em 1999, que produzia sistemas de informações médicos.
Além dos seus diversos escritórios na América do Norte, a McKesson possui escritórios internacionais na Austrália, Irlanda, França, Holanda e Reino Unido. Hoje, a McKesson é uma das empresas mais antigas a operar continuamente nos Estados Unidos.

## McKesson Provider Technologies
A McKesson Provider Technologies é o nome de varejo da divisão de soluções tecnológicas da McKesson e é responsável pelo desenvolvimento de sistemas de suporte médico/hospitalares. Os sistemas de informação da McKesson estão presentes em mais de 50% de todas as clínicas e hospitais dos Estados Unidos, 20% dos consultórios médicos e 77% do hospitais com mais de 200 leitos hospitalares.

## Rede de farmácias Health Mart
Health Mart é uma rede de farmácias com 2.000 franquias operadas independentemente. Esta rede é uma subsidiária da McKesson Corporation, que foi adquirida da empresa FoxMeyer no ano de 1996.